# Organització fraternal
Una organització fraternal (del llatí frater: "germà"; d'on, "fraternitat") o fraternitat és una organització, societat, club o ordre fraternal tradicionalment d'homes associats entre si per a diversos objectius religiosos o seculars. La fraternitat en el concepte occidental es va desenvolupar en el context cristià, sobretot amb els ordes religiosos de l'Església catòlica durant l'edat mitjana. Finalment, el concepte es va ampliar encara més amb les confraries i gremis medievals. A principis de l'era moderna, aquests van ser seguits per ordres fraternals com Francmaçoneria i Odd Fellows, juntament amb clubs de cavallers, fraternitats estudiantils i organitzacions de servei fraternal. De tant en tant, els membres es refereixen com a germà o, generalment en un context religiós, frater o frare. Gran part de les organitzacions místiques són alhora fraternals.
Avui dia, les connotacions de fraternitats varien segons el context, incloses les companyies i les confraries dedicades a les activitats religioses, intel·lectuals, acadèmiques, físiques o socials dels seus membres. A més, en els temps moderns, de vegades connota una societat secreta, especialment pel que fa a la maçoneria, odd fellows, diverses societats acadèmiques i estudiantils.
Tot i que la pertinença a confraries era i encara es limita als homes, no sempre és així. Hi ha ordres mixtes masculins i femenins, així com ordres i societats religioses totalment femenines, algunes de les quals es coneixen com a sororitats a Amèrica del Nord. Les fraternitats modernes o ordres fraternals notables inclouen algunes grans lògies que operen entre maçons i odd fellows.
La fraternitat pot tenir un grau de més o menys intensitat, es pot parlar de fraternitat per als germans o la germanor de les armes que uneix els combatents, fins a passar al més ampli sentit de la fraternitat universal, que queda expressat en l'ideal filosòfic del cosmopolitisme. L'esport o una societat cultural també poden ser una font de fraternitat (entre els membres d'un equip). Moltes vegades aquestes fraternitats recolzen alguna causa que es considera positiva. En el significat més comú, es refereix a un vincle de solidaritat i amistat entre els éssers humans. El seu oposat és la noció de desunió, l'enemistat.